# 白腹绿蜂鸟
是雨燕目蜂鸟科的一种鸟类。
白腹绿蜂鸟体重约3.8克，翼长约51.8毫米，嘴峰长约18.7毫米，喙宽度约2.3毫米，喙厚度约2毫米，跗蹠长约5.8毫米，尾长约28.6毫米。白腹绿蜂鸟在其分布区内为留鸟，其栖息在密集的高大树木组成的森林中，食性为草食性，主要食物来源是植物的花蜜。

## 亚种
- ：分布于墨西哥东南部的加勒比海沿岸。
- ：分布于墨西哥东南恰帕斯州至危地马拉南部的太平洋沿岸。
- ：分布于墨西哥东南部尤卡坦半岛至伯利兹和尼加拉瓜。[4]